# Château de Vimer
Le château de Vimer est situé sur la commune de Guerquesalles, près de Vimoutiers, commune du département de l'Orne en pays d'Auge, dans la région Normandie, en France.

## Histoire
Le château de Vimer a été construit au début du XVIIIe siècle sans doute par Louis François de Nolet, seigneur de Malvoue et de Vimer, né en 1684. Les armes de la famille de Nollet de Malvoüe (d'argent au chevron de gueules accompagné de 3 merlettes de sable) figurent sur une taque déposée à la ferme. 
Vimer n'a jamais été cité comme fief dans les dénombrements féodaux de Guerquesalles, on suppose que c'est sous Louis XIV, le patron du fief de Guerquesalles Michel de Beaulieu de Richebourg qui possédait l'ensemble des bois de Vimer, fit construire un pavillon de chasse au milieu des bois. Aux Beaulieu succédèrent la famille du Bosc, puis les Nollet de Malvoue qui quelques années plus tard revendirent le pavillon aux Bouillonnay d'Ogère puis il appartint aux Des Moutes, un cousin de Madame de Moutes, Charles Francois du Bouillonnay en hérita en 1763, puis le vendit en 1774 à René Baltazar Alisan du Chazet (père de René de Chazet et grand-père d'Ange René Armand de Mackau), un fermier général très riche ayant fait connaissance de Madame la Baronne de Mackau qui en 1780 était à Versailles sous-gouvernante des enfants de France, Elle avait deux enfants un garçon et une fille, Le garçon Armand-Louis Baron de Mackau était en 1780 capitaine des dragons à la suite de cette entrevue, il épousa en 1780 Angélique, Madeleine Alissan de Chazet, Le père Alissan de Chazet donna comme dot à sa fille le château et les terres qu'il venait d'acheter à Vimer, Le jeune couple n'en usa pas beaucoup car il quitta l'armée et fut ambassadeur du Roi près du duc Wurtemberg et ensuite auprès de la cour des Deux-Siciles. Quant à sa femme Angélique Alissan de Chazet, elle mourut jeune en 1794 après lui avoir donné cinq enfants. L'un, Ange René Armand Baron de Mackau qui fut amiral de la flotte et ministre de la marine et des colonies en 1843, il mourut en 1855. L'une de ses filles fut Anne-Angélique dite Anette de Mackau qui épousa en 1812 Pierre Wattier, comte de Saint Alponse, général de cavalerie, qui mourut en 1846. Sa femme Anette de Mackau sans enfant vint se retirer au château de Vimer qu'elle agrandit et transforma. Elle le partagea avec son neveu le fils d'Ange-René Mackau ministre de la marine, Ce fils s'appelait Anne-Frédéric Armand de Mackau, il fut député de l'Orne de 1866 à 1918. Il épousa en 1858 Mathilde de Maison, petite-fille du maréchal Maison. Il partagea Vimer avec sa tante Madame de Saint Alphonse qui s'occupa de Vimer car le travail politique du Baron le retenait à Paris. Il eut une fille Marie-Anne de Mackau qui épousa en 1882 Marie-Octavien Pourroy de Lauberivière, comte de Quinsonais, ils eurent une fille Dominique-Marie de Quinsonais qui épousa en 1904 Bernard Vicomte de Bonneval à qui revint le domaine Vimer, Il fut également au début du siècle maire de Guerquesalles, Après la mort des Bonneval sans postérité, le domaine de Vimer revint à un cousin, L'une des filles du baron de Mackau, Annette de Mackau épousa en 1857, Jules-Joseph Comte Hennecart. Ce couple eut une fille en 1861, Marie-Alexandrine Hennecart, qui épousa en 1884 Gabriel Comte de Touchet et ce sera lui après la mort des Bonneval que reviendra Vimer. La chapelle Notre-Dame de la Miséricorde sur la route de Vimoutiers à Guerquesalles de style roman, décorée d'une très grande Vierge en bois, fut construite par Madame de Sainte Alphonse à la suite d'un vœu. Descendant un jour de Vimer à Guerquesalles, les chevaux s'étaient emballés dans la côte, elle eut très peur et fit vœu que s'il ne lui arrivait rien, elle ferait quelque chose pour la Vierge. Elle tint parole, fit construire la chapelle qui fut inaugurée en 1860 et fut détruite en 1944 par un char allemand qui s'était mis trop près et qui avait sauté. Les léproseries de Saint-Marc et Saint-Nicolas de Maupertuis, ne sont pas sur Guerquesalles mais sur le Pont de Vie. Elles furent édifiées au temps des Croisades par un des premiers seigneurs de Guerquesalles qui avait pris part aux Croisades.
Le baron de Mackau y a fait faire des travaux de 1897 à 1903.
Cet édifice a servi d'hôpital de campagne après le bombardement de Vimoutiers le 14 juin 1944.

## Architecture
Le château de Vimer est constitué d'un corps de logis avec deux ailes en retour en pierre avec brique en remplissage, couvert d'ardoises alors que les dépendances sont couvertes de tuiles plates et ardoises.

## Parc et jardins
Le jardin du château de Vimer, dessiné par l'architecte paysagiste Bulher en 1840, présente une allée, une serre et un jardin potager qui sont inscrits au pré-inventaire des jardins remarquables.